# Raw Forever
Albums de Cormega
Born and Raised
(2009) Mega Philosophy
(2014)
Raw Forever est une compilation de Cormega, sortie le 27 septembre 2011.
Le premier disque reprend des succès du rappeur tandis que le deuxième propose onze remixes avec des parties instrumentales live interprétées par le groupe The Revelations.

## Liste des titres
| 1.  | Love Is Love        | 4:40 |
| 2.  | Testament           | 3:55 |
| 3.  | Dead Man Walking    | 2:09 |
| 4.  | Killaz Theme        | 3:43 |
| 5.  | The Saga            | 4:00 |
| 6.  | They Forced My Hand | 4:13 |
| 7.  | True Meaning        | 3:51 |
| 8.  | Verbal Graffiti     | 2:46 |
| 9.  | Dirty Game          | 4:00 |
| 10. | Journey             | 3:11 |
| 11. | Get Out My Way      | 4:29 |

| 1.  | I                                                                                |                             | 2:54 |
| 2.  | II                                                                               |                             | 1:18 |
| 3.  | III (featuring Lil' Fame et Baby Pun)                                            |                             | 3:58 |
| 4.  | IV                                                                               |                             | 3:11 |
| 5.  | V                                                                                |                             | 1:45 |
| 6.  | VI (featuring AZ et Nature)                                                      |                             | 2:52 |
| 7.  | VII (featuring Blaq Poet, Tragedy Khadafi et Havoc)                              | Go on and Cry de Les McCann | 3:59 |
| 8.  | VIII (featuring Red Alert, Parrish Smith, Grand Puba, KRS-One et Big Daddy Kane) |                             | 5:04 |
| 9.  | IX                                                                               |                             | 3:36 |
| 10. | X                                                                                |                             | 2:36 |
| 11. | XI                                                                               |                             | 5:40 |